# Edie Parker
Frankie Edith Parker (født 20. september 1922, død 29. oktober 1993) var en amerikansk forfatter og en del af beatgenerationen samt forfatteren Jack Kerouacs første kone. Hun optræder som "Judie Smith" i Kerouacs roman The Town and the City.